# Olimpíada d'escacs femenina de 1963
La 2a Olimpíada d'escacs femenina, organitzada per la FIDE, va tenir lloc entre el 22 de setembre i el 12 d'octubre de 1963, a Split, RFS de Iugoslàvia.

## Resultats
Un total de 15 equips es van presentar a la competició. Es va jugar per equips de dues jugadores, com a un torneig de tots contra tots.
| #  | País           | Jugadores                                                                        | Punts | MP |
| -- | -------------- | -------------------------------------------------------------------------------- | ----- | -- |
| 1  | Unió Soviètica | Nona Gaprindashvili, Tatiana Zatulovskaya, Kira Zvorykina                        | 25    |    |
| 2  | Iugoslàvia     | Milunka Lazarević, Verica Nedeljković, Katarina Jovanović-Blagojević             | 24½   |    |
| 3  | RDA            | Edith Keller-Herrmann, Waltraud Nowarra, Eveline Kraatz                          | 21    |    |
| 4  | Romania        | Alexandra Nicolau, Margareta Teodorescu, Margareta Perevoznic                    | 18½   |    |
| 5  | Bulgaria       | Venka Asenova, Antonia Ivanova, Paunka Todorova                                  | 17½   |    |
| 6  | Hongria        | Éva Karakas, Gyuláné Krizsán-Bilek, Judit Gombás                                 | 17    |    |
| 7  | Països Baixos  | Corry Vreeken-Bouwman, Fenny Heemskerk, Hendrika Timmer                          | 15½   |    |
| 8  | Polònia        | Henrijeta Konarkowska-Sokolov, Krystyna Hołuj-Radzikowska, Mirosława Litmanowicz | 15    |    |
| 9  | Estats Units   | Gisela Kahn Gresser, Mary Bain                                                   | 12½   |    |
| 10 | RFA            | Friedl Rinder, Anneliese Brandler, Marianne Kulke                                | 10½   | 11 |
| 11 | Mongòlia       | Ganginchugin Hulgana, Sandagdorj Handsuren                                       | 10½   | 10 |
| 12 | Àustria        | Ingeborg Kattinger, Wilma Samt, Hilde Kasperowski                                | 8     |    |
| 13 | Mònaco         | Anne Marie Renoy-Chevrier, Madeleine Cauquil                                     | 5     | 4  |
| 14 | Bèlgica        | Louise-Jeanne Loeffler, Elisabeth Cuypers, Simone Lancel                         | 5     | 4  |
| 15 | Escòcia        | Peggy Steedman, Nancy Elder                                                      | 4½    |    |
| Posició | País           | 1 | 2 | 3  | 4  | 5  | 6  | 7  | 8  | 9  | 10 | 11 | 12 | 13 | 14 | 15 |  | +  | -  | = | Punts |
| ------- | -------------- | - | - | -- | -- | -- | -- | -- | -- | -- | -- | -- | -- | -- | -- | -- |  | -- | -- | - | ----- |
| 1       | Unió Soviètica | - | 1 | 1  | 1½ | 1½ | 2  | 2  | 2  | 2  | 2  | 2  | 2  | 2  | 2  | 2  |  | 12 | 0  | 2 | 25    |
| 2       | Iugoslàvia     | 1 | - | 1½ | 1  | 1½ | 2  | 1½ | 2  | 2  | 2  | 2  | 2  | 2  | 2  | 2  |  | 12 | 0  | 2 | 24½   |
| 3       | RDA            | 1 | ½ | -  | 1  | 2  | ½  | 1  | 2  | 2  | 2  | 2  | 1½ | 1½ | 2  | 2  |  | 9  | 2  | 3 | 21    |
| 4       | Romania        | ½ | 1 | 1  | -  | 0  | 1½ | 1½ | 1½ | 1  | 1½ | 2  | 2  | 2  | 1  | 2  |  | 8  | 2  | 4 | 18½   |
| 5       | Bulgària       | ½ | ½ | 0  | 2  | -  | 1½ | ½  | ½  | 1  | 1½ | 2  | 2  | 1½ | 2  | 2  |  | 8  | 5  | 1 | 17½   |
| 6       | Hongria        | 0 | 0 | 1½ | ½  | ½  | -  | 1  | 1½ | 1½ | 2  | 1½ | 2  | 1½ | 2  | 1½ |  | 9  | 4  | 1 | 17    |
| 7       | Països Baixos  | 0 | ½ | 1  | ½  | 1½ | 1  | -  | 1  | 1½ | 1½ | 1  | 1  | 2  | 1  | 2  |  | 5  | 3  | 6 | 15½   |
| 8       | Polònia        | 0 | 0 | 0  | ½  | 1½ | ½  | 1  | -  | 1  | ½  | 2  | 2  | 2  | 2  | 2  |  | 6  | 6  | 2 | 15    |
| 9       | Estats Units   | 0 | 0 | 0  | 1  | 1  | ½  | ½  | 1  | -  | 2  | 0  | 1½ | 2  | 1  | 2  |  | 4  | 6  | 4 | 12½   |
| 10      | RFA            | 0 | 0 | 0  | ½  | ½  | 0  | ½  | 1½ | 0  | -  | 1  | 1½ | 2  | 1½ | 1½ |  | 5  | 8  | 1 | 10½   |
| 11      | Mongòlia       | 0 | 0 | 0  | 0  | 0  | ½  | 1  | 0  | 2  | 1  | -  | ½  | 2  | 2  | 1½ |  | 4  | 8  | 2 | 10½   |
| 12      | Àustria        | 0 | 0 | ½  | 0  | 0  | 0  | 1  | 0  | ½  | ½  | 1½ | -  | 1  | 1  | 2  |  | 2  | 9  | 3 | 8     |
| 13      | Mònaco         | 0 | 0 | ½  | 0  | ½  | ½  | 0  | 0  | 0  | 0  | 0  | 1  | -  | 1½ | 1  |  | 1  | 11 | 2 | 5     |
| 14      | Bèlgica        | 0 | 0 | 0  | 1  | 0  | 0  | 1  | 0  | 1  | ½  | 0  | 1  | ½  | -  | 0  |  | 0  | 10 | 4 | 5     |
| 15      | Escòcia        | 0 | 0 | 0  | 0  | 0  | ½  | 0  | 0  | 0  | ½  | ½  | 0  | 1  | 2  | -  |  | 1  | 12 | 1 | 4½    |

### Medalles individuals
- Primer tauler: Nona Gaprindaixvili 11½/12 = 95,8%
- Segon tauler: Verica Nedeljković 12/12 = 100%
- Tauler suplent: Hendrika Timmer 6½/9 = 72,2%